# Zarządzanie zakupami
Zarządzanie zakupami – proces poszukiwania, uzgadniania warunków i nabywania produktów i/lub usług od dostawcy najczęściej w drodze postępowania ofertowego lub dialogu/negocjacji z w konkretnym partnerem biznesowym. Proces ten służy zapewnieniu, że kupujący otrzymuje produkt bądź usługę w najlepszej możliwej cenie, gdyż porównuje się jakość, ilość, czas i lokalizację.
Większość decyzji dotyczących zakupów danego dobra lub usługi obejmuje takie czynniki, jak: dostawa i obsługa, finalna korzyść, fluktuacja cen. Dobrą praktyką jest wykorzystywanie ekonomicznych metod analizy, takich jak analiza kosztów i korzyści lub analiza kosztów i użyteczności. Często wykorzystywanym narzędziem w tym przypadku jest TCO, czyli Total Cost of Ownership zaprezentowany w 1987 roku przez Gartner Group.
Niezmiernie istotną częścią jest rozróżnienie między procesami, które wymagają analizy ryzyka, a tymi, które takowej nie wymagają. W przypadku tych pierwszych należy zastosować koncepcję uzyskania najlepszej wartości.
Zakupy najczęściej dzielone są na dwie kategorie: wydatki bezpośrednie i pośrednie. Te pierwsze związane są z produkcją (surowce, komponenty, części) i silnie korelują z zarządzaniem łańcuchem dostaw. Pośrednie dotyczą wydatków, które firma nabywa celem prowadzenia swojej działalności biznesowej/operacyjnej, a więc ich zakres jest bardzo szeroki, od materiałów biurowych, usług korespondencji, archiwizacji, flotę samochodową, organizację podróży służbowych, usługi medyczne dla pracowników, usługi PR i marketingowe, sprzęt oraz usługi doradcze i IT, kończąc na usługach outsourcingowych.
| Zakupy bezpośrednie i pośrednie | Zakupy bezpośrednie i pośrednie                  | Zakupy bezpośrednie i pośrednie | Zakupy bezpośrednie i pośrednie | Zakupy bezpośrednie i pośrednie      |
|                                 |                                                  | Typy                            | Typy                            | Typy                                 |
| Zakupy bezpośrednie             | Zakupy pośrednie                                 |                                 |                                 |                                      |
| Surowce i towary produkcyjne    | Konserwacja, naprawa i eksploatacja, outsourcing | Towary i usługi kapitałowe      |                                 |                                      |
| ------------------------------- | ------------------------------------------------ | ------------------------------- | ------------------------------- | ------------------------------------ |
| Cechy                           | Ilość                                            | Duża                            | Mała                            | Mała                                 |
| Cechy                           | Częstotliwość                                    | Wysoka                          | Relatywnie wysoka               | Mała                                 |
| Cechy                           | Wartość                                          | Zależna od branży               | Niska                           | Wysoka                               |
| Cechy                           | Rodzaj                                           | Operacyjne                      | Taktyczne                       | Strategiczne                         |
| Cechy                           | Przykłady                                        | Ropa naftowa                    | Części zamienne                 | Urządzenia do magazynowania surowców |

## Procurement vs. sourcing
Procurement – postrzegane są jako bardziej taktyczny (proces fizycznego kupowania produktu lub usługi), w przeciwieństwie do sourcingu, który postrzegany jest jako bardziej strategiczny proces.
The Institute of Supply Management (ISM) definiuje sourcing jako proces identyfikacji źródeł, które mogłyby dostarczyć kluczowych produktów lub usług dla organizacji nabywającej. Procurement odzwierciedlał cały proces lub cykl zakupów, a nie tylko elementy taktyczne. ISM definiuje Procurement jako funkcję organizacyjną, która obejmuje opracowywanie specyfikacji, analizę wartości, badania rynku dostawców, negocjacje, działania związane z zakupami, zarządzanie kontraktami, kontrolę zapasów, ruch, odbiór i przechowanie. Zakupy odnoszą się do głównej funkcji organizacji, która jest odpowiedzialna za pozyskiwanie wymaganych materiałów, usług i sprzętu.

## Sourcingowe modele biznesowe
Kupcy coraz częściej zdają sobie sprawę z tego, że decyzje podejmowane przez dostawców usług typu „make-buy” ciągną się od prostych transakcji kupna do bardziej złożonej, strategicznej współpracy między kupującym, a dostawcą. Ważne jest, aby wykorzystali oni właściwy model biznesowy zaopatrzenia, który pasuje do każdej sytuacji kupującego-sprzedającego. W kontekście zaopatrzenia znajduje się siedem modeli: podstawowy dostawca, zatwierdzony dostawca, preferowany dostawca, model oparty na wynikach / usługach zarządzanych, model biznesowy z zastrzeżonymi prawami, model wspólnych usług i spółki kapitałowe.
- Podstawowy model dostawcy opiera się na transakcjach; zwykle ma ustaloną cenę dla poszczególnych produktów i usług, dla których istnieje wiele standardowych opcji rynkowych. Zazwyczaj te produkty lub usługi są łatwo dostępne, przy niewielkim zróżnicowaniu oferty.

- Zatwierdzony model dostawcy wykorzystuje podejście transakcyjne, w którym towary i usługi są kupowane od wstępnie zakwalifikowanych dostawców, którzy spełniają określone kryteria wydajności lub inne kryteria wyboru.

- Preferowany model dostawcy korzysta również z modelu ekonomicznego opartego na transakcjach, ale kluczową różnicą między preferowanym dostawcą, a innymi modelami opartymi na transakcjach jest to, że kupujący zdecydował się na przejście do relacji dostawcy, gdzie istnieje możliwość uwzględnienia wartości dodanej przez dostawcę dla działalności kupującego, w celu osiągnięcia celów strategicznych.

- Model oparty na wynikach (lub modelu usług zarządzanych) to zazwyczaj formalna, długoterminowa umowa dostawcy, która łączy relacyjny model kontraktowania z modelem ekonomicznym opartym na produkcji. Ma on na celu zwiększenie odpowiedzialności dostawców za umowy oparte na poziomach usług (SLA) i / lub redukcje kosztów.

- Model biznesowy oparty na pozyskiwaniu zasobów jest hybrydyczną relacją, która łączy oparty na wynikach model ekonomiczny z relacyjnym modelem kontraktowania. Firmy zawierają wysoce oparte na współpracy rozwiązania mające na celu tworzenie i dzielenie się wartością dla kupujących i dostawców, którzy wykraczają poza nie.

- Model wspólnych usług jest zwykle wewnętrzną organizacją opartą na zasadzie outsourcingu na warunkach rynkowych. Dzięki temu podejściu procesy są często scentralizowane w jednokrotne logowanie, które obciąża jednostki biznesowe lub użytkowników usługami, z których korzystają.

- Partnerstwo kapitałowe tworzy prawnie wiążący podmiot; może przybierać różne formy prawne, od zakupu dostawcy (przejęcia), poprzez utworzenie spółki zależnej, wspólne przedsięwzięcia lub zawieranie porozumień kooperacyjnych.

## Cykl życia procesu zakupowego
Najczęściej spotykanymi ramami, określającymi realizację procesu zakupowego są:
- Identyfikacja analizy potrzeb i wymagań – Jest to wewnętrzny krok obejmujący zrozumienie celów biznesowych poprzez ustalenie krótkoterminowej strategii dla ogólnej kategorii wydatków, a następnie określenie kierunku technicznego i wymagań biznesowych.
- Analiza rynku – W momencie gdy przedsiębiorstwo zrozumie, co tak naprawdę potrzebuje, jakie ma wymagania powinna skierować swoje oczekiwania w kierunku rynku. Na tym etapie ważnym elementem jest zrozumienie na ile rynek jest konkurencyjny, jakie są trendy i co może być największą wartością do uzyskania przez przedsiębiorstwo.
- Przygotowanie budżetu projektu.
- Identyfikacja dostawców – poszukiwanie partnerów, którzy mogą dostarczyć poszukiwane dobro bądź usługę.
- Zawarcie umowy o zachowaniu poufności – w szczególności w przypadku planowanych do realizacji skomplikowanych i/lub poufnych przedsięwzięć.
- Komunikacja z dostawcami – przeprowadzenie procesu Zapytania o Ofertę, negocjacji bądź renegocjacji. Realizacja procesu obecnie jest realizowana na kilka sposobów coraz częściej wykorzystując nowoczesne technologie, które dają szybszy dostęp do partnerów biznesowych.
- Analiza ofert/warunków przedstawionych przez potencjalnych partnerów biznesowych. Tutaj warto zwrócić szczególną uwagę na aspekt, który zyskuje coraz większe znaczenie w dzisiejszym świecie, mianowicie przed dokonaniem finalnego wyboru partnera/rozwiązania należy dokonać odpowiedniej oceny ryzyka, kompleksowej analizy kosztów posiadania oraz najlepszej oceny wartości.
- Negocjacje i zawieranie umów.
- Rozpoczęcie/kontynuacja współpracy operacyjnej.
- Zarządzanie (relacjami z) dostawcami. Cykliczna ocena jakości współpracy oraz jej stabilności w oparciu o przyjęte kryteria w zakresie oceny: sytuacji, finansowej, zapewnienia ciągłości działania, szeroko rozumianego bezpieczeństwa, możliwości wystąpienia innych potencjalnych ryzyk (operacyjnych, reputacyjnych).

## Organizacje zakupowe
The Chartered Institute of Procurement & Supply został założony w 1932 r., a w 1992 r. otrzymał elitarny statut królewski (royal charter). Obecnie zrzesza 106 000 członków, działa w ponad 150 krajach i jest największą i najbardziej prestiżową organizacja zakupową na świecie. CIPS jest organizacją non-profit, której nadrzędnym celem jest zwiększanie wiedzy i kompetencji zakupowych jego członków – zarówno indywidualnych, jak też korporacyjnych i poprzez to podniesienie rangi zawodu „kupców” w organizacji. CIPS posiada produkty zarówno dla osób indywidualnych, jak i dla firm. CIPS m.in. szkoli i certyfikuje organizacje zakupowe największych firm świata z wielu branż m.in. z branży naftowej, farmaceutycznej i finansowej. Certyfikaty przeznaczone są zarówno dla osób, jak i przedsiębiorstw. Od połowy 2014 roku organizacja ma swoje przedstawicielstwo na rynku polskim, dzięki czemu ma możliwość dostarczania najnowszej wiedzy oraz przekazywania najbardziej pożądanych umiejętności kupcom odpowiedzialnym za realizację wielu złożonych procesów zakupowych.
Polskie Stowarzyszenie Menedżerów Logistyki jest organizacją non profit reprezentującą interesy polskich menedżerów łańcucha dostaw, logistyki i zakupów, działającą na rzecz misji budowania w Polsce centrum kompetencji w obszarze łańcucha dostaw na skalę Europy.
PSML jest forum wymiany poglądów, doświadczeń i wiedzy w zakresie zarządzania łańcuchem dostaw. Współpracując z partnerami z różnych środowisk tworzy i promuje dobre praktyki biznesowe oraz, we współpracy z uczelniami i biznesem prowadzi intensywne działania na rzecz rozwoju kompetencji i kadr.
PSML jest członkiem The International Federation of Purchasing and Supply Management oraz The European Logistics Association.